# Droga krajowa B201 (Niemcy)
Droga krajowa 201 (niem. Bundesstraße 201, B 201) – niemiecka droga krajowa przebiegająca  z zachodu na wschód od skrzyżowania z drogą B5 na obwodnicy Husum do skrzyżowania z drogami B199 i B203 w Kappeln w Szlezwiku-Holsztynie.